# Програм Рејнџер
Програм Рејнџер представља низ беспилотних свемирских мисија лансираних од стране САД шезедесетих година 20 века са циљем добијања првих детаљних фотографија површине Месеца. Летелице су биле дизајниране тако да након фотографисања и њиховог слања до Земље буду уништене при судару са Месечевом површином. Међутим, низ незгода довео је неуспеха првих шест летова. Амерички Конгрес је покренуо истрагу у НАСА-ином штабу и Лабораторији за млазни погон.Након две реорганизације тих агенција, Рејнџер 7 је коначно успео да направи слике површине Месеца у јулу 1964, а затим су уследиле две још успешније мисије.
Рејнџер је пројектован почетком 1959., у три различите фазе, под називом блокови. Сваки наредни блок је имао различите циљеве мисије и све напреднији дизајн. Инжењери Лабораторије за млазни погон су планирали више полетања у сваком од блокова, како би се повећали своје инжењерско искуство и научну вредност мисије и да би се осигурао барем један успешан лет. На укупна истраживања, развој, покретање, и трошкове подршке целе серије свемирских летелица (Рејнџер 1 до 9) потрошено је око 170 милиона долара.

## Листа мисија

### Мисије блока I
- Рејнџер 1, лансиран је 23. августа 1961. године. Ова мисија је замишљена тако да тестира Атлас-Аџина лансирно возило и опрему за свемирску летелицу, али без намере да се стигне на Месец. Нажалост, проблеми са првом верзијом лансирног возила довели су до неуспеха Рејнџера 1.
- Рејнџер 2 је покренут 18. новембра 1961. Лансиран је у ниској Земљиној орбити, али је неисправност жироскопа спречила планирано лансирање дубље у свемир.

### Мисије блока II
У блоку II програма Рејнџер лансиране су три летелице на Месец 1962. године, носећи ТВ камеру, детектор зрачења, и сеизмограф у одвојеној капсули. Три мисије заједно показале добре перформансе лансирног возила и адекватност дизајна летилице, али на жалост све су биле безуспешне.
- Рејнџер 3 је узлетео 26. јануара 1962. Услед проблема и са лансирним возилом и са летелицом промашио је Месец за око 36,800 километара и од тада орбитира око Сунца.
- Рејнџер 4 је лансиран 23. априла 1962. Имао је савршено лансирање, али је летилица остала онеспособљена.
- Рејнџер 5 је лансиран 18. октобра 1962. Промашио је Месец и остао онеспособљен.

### Мисије блока III
Блок III програма Рејнџер је имао четири лансирања од 1964-65. Свака од летелице била је опремљена са шест камера за снимање Месечеве површине током слетања. 
- Рејнџер 6 је лансиран 30. јануара 1964. Имао је беспрекоран лет, али је систем за снимање заказао у току лета, па је мисија била неуспешна.
- Рејнџер 7 је покренут 28 јула 1964., а на Месец је слетео 31. јула 1964. Он је фотографисао свој пут до циља у равници, касније названој Море познанства, јужно од кратера Коперник. Послао је више од 4.300 фотографија са шест камера. Нови слике су откриле да су кратери настали од удара метеорита биле доминантно обележје површине Месеца, чак и у наизглед глатким и празним равницама.
- Рејнџер 8 је лансиран 17. фебруара 1965., а на Месец је слетео 20. фебруара 1965. прелетевши преко Океана бура и Мора облака, да би се срушио у Мору спокојства. Направио је више од 7.000 фотографија, које покривају шире подручје од оних које је направила претходна сонда.
- Рејнџер 9 је покренут 21. марта 1965. На Месец је слетео 24. марта 1965. сишавши у кратер Алфонсо широк 90 километара. Направио је око 5.800 фотографија.